# 川嶋夏樹
川嶋 夏樹（かわしま なつき、1979年7月3日 - ）は、日本のAV女優。身長:168cm。スリーサイズ:B100(H)・W62・H93。

## 略歴・人物
2009年より活動。

## 出演作品

### アダルトビデオ
- 本格レズ 社長夫人 VS 部下の妻×お手伝い （2009年6月12日、東京音光）
- すけべな息子に義母はメロメロ 14 （2009年6月12日、東京音光）

| スタブアイコン | サブスタブ | この項目は、まだ閲覧者の調べものの参照としては役立たない、性風俗関係者に関連した書きかけの項目です。この項目を加筆・訂正などしてくださる協力者を求めています（P:性/PJ:性）。 |